# Cotinusa gemmea
Cotinusa gemmea là một loài nhện trong họ Salticidae.
Loài này thuộc chi Cotinusa. Cotinusa gemmea được Elizabeth Maria Gifford Peckham & George William Peckham miêu tả năm 1894.